# Heol-y-Cyw
Heol-y-Cyw es una localidad situada en el condado de Bridgend, en Gales (Reino Unido), con una población estimada a mediados de 2016 de 554 habitantes.
Se encuentra ubicada al sur de Gales, a poca distancia al oeste de Cardiff, al este de Swansea y al norte del canal de Bristol.